# Jörg Schmadtke
Jörg Schmadtke (* 16. März 1964 in Düsseldorf-Eller) ist ein ehemaliger deutscher Fußballtorhüter und -trainer sowie Funktionär. Er war zuletzt Sportdirektor des FC Liverpool.

## Karriere

### Spieler
Nach dem Abitur begann Schmadtke ein Maschinenbaustudium, später ein BWL-Studium, das er ebenfalls abbrach. In der Jugend des TSV Eller 04 lernte er das Fußballspielen, ehe er 1973 in die Jugend von Fortuna Düsseldorf wechselte. Als Torwart wurde Schmadtke erstmals am 28. September 1985 für Fortuna Düsseldorf in der Bundesliga eingesetzt (4:0 gegen den FC Bayern München). Er war fortan Stammtorhüter der Fortuna. 1986/87 konnte er wegen einer Verletzung nur 13 Spiele bestreiten. Während der Saison 1991/92 wurde er zwischenzeitlich vom damaligen Trainer Rolf Schafstall suspendiert. In der Winterpause wurde er von Schafstall wieder in die Mannschaft aufgenommen. Nachdem Schafstall kurze Zeit später entlassen worden war, stand er zur Rückrunde wieder im Tor. 1993 verließ Schmadtke den Verein und spielte danach noch für den SC Freiburg (bis 1997) und Bayer 04 Leverkusen (1997/98). Er absolvierte 266 Spiele in der Fußball-Bundesliga und sah dabei neun Gelbe und eine Rote Karte. In der 2. Fußball-Bundesliga wurde er in 109 Spielen eingesetzt (zwei Gelbe Karten). Ab dem 6. September 1998 sprang er noch für ein paar Wochen als Torwart bei Borussia Mönchengladbach ein, blieb dort aber ohne Bundesligaeinsatz.

### Trainer
Am 10. November 1998 wurde er in Mönchengladbach Co-Trainer an der Seite von Rainer Bonhof. Am 31. August 1999 wurde Schmadtke entlassen, kurz nachdem Bonhof um Auflösung seines Vertrags gebeten hatte. Kurzzeitig war Schmadtke auch für ein US-amerikanisches Sportstätten-Bauunternehmen tätig. Im Januar 2001 wurde er Torwarttrainer bei Fortuna Düsseldorf.

### Funktionär

#### Alemannia Aachen
Ab 1. Dezember 2001 war Schmadtke offiziell Sportdirektor bei der mit rund 4 Mio. Euro verschuldeten Alemannia Aachen GmbH. Die Alemannia erreichte 2004 bei kleinem Etat das DFB-Pokalfinale und spielte 2004/05 erfolgreich im UEFA-Pokal. Der Verein erzielte einen Gewinn von vier Millionen Euro und war erstmals seit langem schuldenfrei. 2006 schaffte man die Rückkehr in die Bundesliga, aus der Aachen allerdings nach einer Saison wieder abstieg. Schon im April 2006, als der Aufstieg praktisch feststand, die Euphorie in der Stadt immens war und der Beschluss zum Neubau des Stadions anstand, mahnte Schmadtke zu etwas mehr planerischer Vorschau. Nach der Entlassung von Cheftrainer Guido Buchwald im November 2007 leitete Schmadtke das Training des Zweitligateams der Alemannia interimistisch bis zur Winterpause. Im Oktober 2008 einigte er sich mit der Alemannia darauf, dass sein im Juni 2009 endender Vertrag nicht verlängert wird. Dies machte Schmadtke am 20. Oktober 2008 vor einem Heimspiel in einem Fernsehinterview öffentlich; die Verantwortlichen im Aufsichtsrat hatten die Verlautbarung auf den 22. Oktober verschieben wollen. Da Schmadtkes Vorgehen nicht mit dem Verein abgesprochen war, beurlaubte ihn die Alemannia Aachen GmbH noch am selben Abend mit sofortiger Wirkung.

#### Hannover 96
Von Juli 2009 bis Juni 2013 war Schmadtke Sportdirektor von Hannover 96. Am 18. März 2011 wurde sein befristeter Vertrag in einen unbefristeten umgewandelt, außerdem war er nun Geschäftsführer Sport. Im April 2012 bat Schmadtke den Verein aus familiären Gründen um Vertragsauflösung zum Ablauf der Saison; schließlich vereinbarte er elf Wochen Auszeit bis zum 10. September und im Anschluss daran Halbtagsarbeit bis Ende 2012. Im April 2013 bat Schmadtke darum, das Arbeitsverhältnis aufzulösen.

#### 1. FC Köln
Zur Saison 2013/14 übernahm er den Posten des Geschäftsführer Sport beim 1. FC Köln. Schmadtke unterschrieb einen Vertrag bis Sommer 2017; am letzten Spieltag der Saison 2014/15 (23. Mai 2015) wurde er bis zum 30. Juni 2020 verlängert. Am 11. Mai 2017 gab der Verein die Verlängerung des Vertrages mit Schmadtke bis 2023 bekannt. In der Saison 2016/17 qualifizierte sich der 1. FC Köln für die UEFA Europa League, wodurch der Verein erstmals nach 25 Jahren wieder international spielte. Die Jury des Magazins 11 Freunde zeichnete Schmadtke im Juni 2017 als besten Manager der Bundesligasaison 2016/17 aus. Vor der Saison 2017/18 wurde der Stürmer Anthony Modeste für rund 35 Mio. Euro zu Tianjin Quanjian transferiert, was den bis dahin teuersten Transfer in der Vereinsgeschichte bedeutete. Nachdem der 1. FC Köln nach dem 9. Spieltag mit zwei Punkten auf dem letzten Tabellenplatz gestanden hatte, lösten der Verein und Schmadtke den noch bis 2023 laufenden Vertrag im Oktober 2017 auf.

#### VfL Wolfsburg
Zum 1. Juni 2018 übernahm Schmadtke das Amt des Geschäftsführers Sport beim VfL Wolfsburg. Am 20. Februar 2022 erklärte Schmadtke, dass er seine Karriere am 31. Januar 2023 in Wolfsburg beenden werde, was sich zunächst zu bewahrheiten schien.
Mit der Übernahme des neuen Jobs beim FC Liverpool setzte er seine Karriere doch fort.

#### FC Liverpool
Am 30. Mai 2023 gab der FC Liverpool bekannt, dass Schmadtke ab 1. Juni die Rolle des Sportdirektors übernehme. Dabei tritt er die Nachfolge von Julian Ward an, der bereits im November bekanntgab, den Club zum Saisonende zu verlassen. Allerdings verließ Schmadtke den Verein bereits zum Beginn der Rückrunde nach Ende der Transferperiode.

## Erfolge
- als Spieler:
  - 1989: Bundesliga-Aufstieg mit Fortuna Düsseldorf
  - 1995: Platz 3 in der Bundesliga mit dem SC Freiburg
  - 1998: Platz 3 in der Bundesliga mit Bayer Leverkusen

- als Manager:
  - 2004: DFB-Pokalfinale und Qualifikation für den UEFA-Pokal mit dem damaligen Zweitligisten Alemannia Aachen
  - 2006: Aufstieg in die Bundesliga mit Alemannia Aachen
  - 2011: Qualifikation für die Europa League (Platz 4) mit Hannover 96, 11 Freunde Manager des Jahres
  - 2012: Europa-League-Viertelfinale und erneute EL-Qualifikation (Platz 7) mit Hannover 96
  - 2014: Aufstieg in die Bundesliga mit dem 1. FC Köln
  - 2017: Qualifikation für die Europa League (Platz 5) mit dem 1. FC Köln, 11 Freunde Manager des Jahres
  - 2024: League Cup Gewinner mit dem FC Liverpool

## Trivia
Am 30. April 1996 im Spiel des SC Freiburg gegen Hansa Rostock wurde in der 84. Minute Ersatztorhüter Beneking für einen Feldspieler eingewechselt und Schmadtke spielte für die letzten Minuten des Spiels als Feldspieler im Sturm.